# Джилберто Симони
Джилберто Симони (на италиански: Gilberto Simoni) е италиански колоездач печелил обиколката на Италия два пъти, през 2001 и 2003. Роден е на 25 август 1971 в Джово. Специалист е на планинските изкачвания.

## Спортна кариера
През 1993 г. участва и побеждава в аматьорското Бейби Джиро. Още на следващата година става професионалист благодарение на Джоли Компонибили. Три години по-късно печели и първото си колоездачно състезание. През 1998 поради слаби резултати напуска спорта и започва да ремонтира велосипеди при Франческо Мозер.
През 1999 г. се присъединява към Балан Тийм и финишира трети на Джиро'99. От Лампре забелязват таланта му и го привличат в техния отбор. Под ръководството на Джузепе Сарони той печели първата си обиколка на Италия (2000) и драматичния етап от Вуелта'2000 Алто де Ел Англиру.
Симони не повтаря успеха си през 2001 г. поради намерени следи от кокаин в кръвта му, но през 2003 г. постига своето и печели за втори път джирото.
Между него и съотборника му Дамяно Кунего възниква скандал на обиколката на Италия през 2004 г. Кунего отказва да помага на по възрастния и опитен от него Симони и печели Джирото.
През 2006 г. Симони за пореден път претърпява крах в същото състезание. На планинските етапи се оказа неспособен да устои на темпото наложено от Иван Басо.

## Победи
| - 1999 - 1 Етап Обиколка на Швейцария - 2000 - 1 Етап Джиро д'Италия - 1 Етап Вуелта - Джиро дел'Емилия - 2001 - 1 Етап Обиколка на Романдия - Джиро д'Италия и 1 Етап - 1 Етап Вуелта - Купа на Япония - 2002 - 1 Етап Джиро д'Италия | - 2003 - Джиро дел Трентино - Джиро дел'Апенино - Джиро д'Италия и 3 етапа - 1 етап Тур дьо Франс - 2004 - 1 етап Джиро д'Италия - Джиро дел Венето - 2005 - 1 етап Париж-Ница - Джиро дел'Апенино - Джиро дел'Емилия |

## Колоездачни отбори
| Дата      | Отбор              |
| --------- | ------------------ |
| 1994      | Джоли Компонибили  |
| 1995-1996 | Аки                |
| 1997      | ЕмДжи Маглифицио   |
| 1998      | Кантина Толо       |
| 1999      | Балан              |
| 2000-2001 | Лампре-Фондитал    |
| 2002-2004 | Саеко              |
| 2005      | Лампре-Фондитал    |
| 2006      | Соние Дювал-Продир |